# Leptophatnus gabunensis
Leptophatnus gabunensis är en stekelart som beskrevs av Heinrich 1967. Leptophatnus gabunensis ingår i släktet Leptophatnus och familjen brokparasitsteklar. Inga underarter finns listade i Catalogue of Life.